# Гороховская, Евгения Станиславовна
Евге́ния Станисла́вовна Гороховская (род. 27 сентября 1940, Баку, Азербайджанская ССР или Львов, Украинская ССР, СССР) — советская и российская актриса оперетты и оперная певица (меццо-сопрано), педагог, народная артистка РСФСР (1983).

## Биография
Евгения Станиславовна Гороховская родилась 27 сентября 1940 года в Баку (по данным «Музыкальной энциклопедии») или во Львове (с её слов). В возрасте 20 лет переехала в Ленинград. В 1969 году окончила Ленинградскую консерваторию (класс Т. Н. Лавровой).
С 1969 года была солисткой Ленинградского Малого театра оперы и балета.
С 1976 года выступала в Ленинградском театре оперы и балета имени Кирова.  Участвовала в Зальцбургском фестивале. Выступала в театрах Вены, Гамбурга и Торонто, где исполняла партию Азучены из «Трубадура» Верди.
Вела интенсивную концертную деятельность, выступала с такими выдающимися дирижёрами, как К. И. Элиасберг, Ю. И. Симонов, Г. Н. Рождественский, Ю. Х. Темирканов, А. С. Дмитриев и др. Много гастролировала, исполняла сольные партии в симфониях Малера и Бетховена, Реквиемах Моцарта, Верди, Дворжака, солируя в кантатах и ораториях.
Вениамин Баснер посвятил певице свой вокальный цикл на стихи Анны Ахматовой.
С 1985 года преподаёт на кафедре сольного пения Санкт-Петербургской консерватории, профессор. Среди её учениц — солистки Мариинского театра Екатерина Семенчук и Марианна Тарасова, солистка Михайловского театра Марина Пинчук, солистка Гамбургской оперы Елена Жидкова.

## Награды и премии
- Лауреат Всесоюзного конкурса вокалистов имени Глинки (1-я премия, 1971).
- «Гран при» международного конкурса вокалистов имени Ф. Виньяса в Барселоне (1972).
- Заслуженная артистка РСФСР (5.03.1980).
- Народная артистка РСФСР (5.07.1983).
- Государственная премия РСФСР имени М. И. Глинки за исполнение вокального цикла В. Гаврилина «Русская тетрадь» (1985).
- Орден Дружбы (2012).

## Работы в театре
- «Аида» Дж. Верди — Амнерис
- «Царская невеста» Н. Римского-Корсакова — Любаша[1]
- «Борис Годунов» М. Мусоргского — Марина Мнишек[1]
- «Евгений Онегин» П. Чайковского — Ольга/Ларина
- «Хованщина» М. Мусоргского — Марфа
- «Пиковая дама» П. Чайковского — Полина/Графиня
- «Война и мир» С. Прокофьева — Элен Безухова/Княжна Марья/Марья Кузьминична
- «Мёртвые души» Р. Щедрина — Плюшкин
- «Дон Карлос» Дж. Верди — Эболи[1]
- «Трубадур» Дж. Верди — Азучена[1]
- «Севильский цирюльник» Дж. Россини — Розина[1]
- «Отелло» Дж. Верди — Эмилия
- «Князь Игорь» А. Бородина — Кончаковна
- «Игрок» С. Прокофьева — Бланш
- «Волшебная флейта» Моцарта — Третья дама
- «Борис Годунов» М. Мусоргского — Хозяйка корчмы/Мамка Ксении
- «Мадам Баттерфляй» Дж. Пуччини — Сузуки/Мадам Баттерфляй
- «Иоланта» П. Чайковского — Лаура
- «Пётр I» А. Петрова — Екатерина[1]
- «Дидона и Эней» Г. Пёрселла — Дидона[1]
- «Парсифаль» Р. Вагнера — Голос с неба
- «Снегурочка» Н. Римского-Корсакова — Лель[1]/Бобылиха
- «Майская ночь» Н. Римского-Корсакова — Ганна[1]
- «Не только любовь» Р. Щедрина — Варвара Васильевна[1]
- «Тихий Дон» И. Дзержинского — Аксинья[1]
- «Кола-Брюньон» Д. Кабалевского — Ласочка
- «Зося» М. Вайнберга — Зося